# Robert Sedlacek
Robert Sedlacek (Bécs, 1955. július 15.  –) osztrák nemzetközi labdarúgó-játékvezető.

## Pályafutása

### Nemzeti játékvezetés
1988-ban lett hazája legfelső szintű labdarúgó-bajnokságának játékvezetője. Az aktív nemzeti játékvezetéstől 2001-ben vonult vissza. Első ligás mérkőzéseinek száma: 129.

#### Nemzeti kupamérkőzések
Vezetett Kupa-döntők száma: 1.

##### Szuperkupa
| Időpont         | Helyszín           | Mérkőzés típusa | Mérkőzés                          | Partbírók                     | Eredmény | Nézők száma |
| --------------- | ------------------ | --------------- | --------------------------------- | ----------------------------- | -------- | ----------- |
| 1997. július 5. | Gugl Stadion, Linz | döntő           | SV Austria Salzburg–SK Sturm Graz | Thomas Steiner/Franz Schwarzl | 1 : 0    | 3 200       |

### Nemzetközi játékvezetés
Az Osztrák labdarúgó-szövetség Játékvezető Bizottsága (JB) terjesztette fel nemzetközi játékvezetőnek, a Nemzetközi Labdarúgó-szövetség (FIFA) 1993-tól tartotta nyilván bírói keretében. Több nemzetek közötti válogatott és klubmérkőzést vezetett. Az osztrák nemzetközi játékvezetők rangsorában, a világbajnokság-Európa-bajnokság sorrendjében többedmagával a 18. helyet foglalja el 3 találkozó szolgálatával. Az aktív nemzetközi játékvezetéstől 1999-ben a FIFA 45 éves korhatárát elérve búcsúzott. Válogatott mérkőzéseinek száma: 7.

#### Európa-bajnokság
Az európai-labdarúgó torna döntőjéhez vezető úton Angliába a X., az 1996-os labdarúgó-Európa-bajnokságra az UEFA JB játékvezetőként foglalkoztatta.

##### Selejtező mérkőzés
| Időpont             | Helyszín                 | Mérkőzés típusa           | Mérkőzés                   | Eredmény | Nézők száma |
| ------------------- | ------------------------ | ------------------------- | -------------------------- | -------- | ----------- |
| 1994. szeptember 7. | Steaua Stadion, Bukarest | előselejtező (1. csoport) | Románia–Azerbajdzsán       | 3 : 0    | 10 000      |
| 1995. június 7.     | Górnik Stadion, Zabrze   | előselejtező (1. csoport) | Lengyelország–Szlovákia    | 5 : 0    | 9 515       |
| 1995. szeptember 6. | Kuip Stadion, Rotterdam  | előselejtező (5. csoport) | Hollandia–Fehéroroszország | 1 : 0    | 18 830      |

### Magyar vonatkozás
| Időpont          | Helyszín                         | Mérkőzés típusa     | Mérkőzés               | Eredmény | Nézők száma |
| ---------------- | -------------------------------- | ------------------- | ---------------------- | -------- | ----------- |
| 1994. április 6. | Rohonci úti Stadion, Szombathely | válogatott mérkőzés | Magyarország–Szlovákia | 0 : 1    | 4 000       |

## Sportvezetőként
2011-től az Osztrák JB elnöke.